# Oligotoma masi
Oligotoma masi is een insectensoort uit de familie Oligotomidae, die tot de orde webspinners (Embioptera) behoort. De soort komt voor in de Filipijnen.
Oligotoma masi is voor het eerst wetenschappelijk beschreven door Navás in 1923.